# Dünen-Steppenbiene

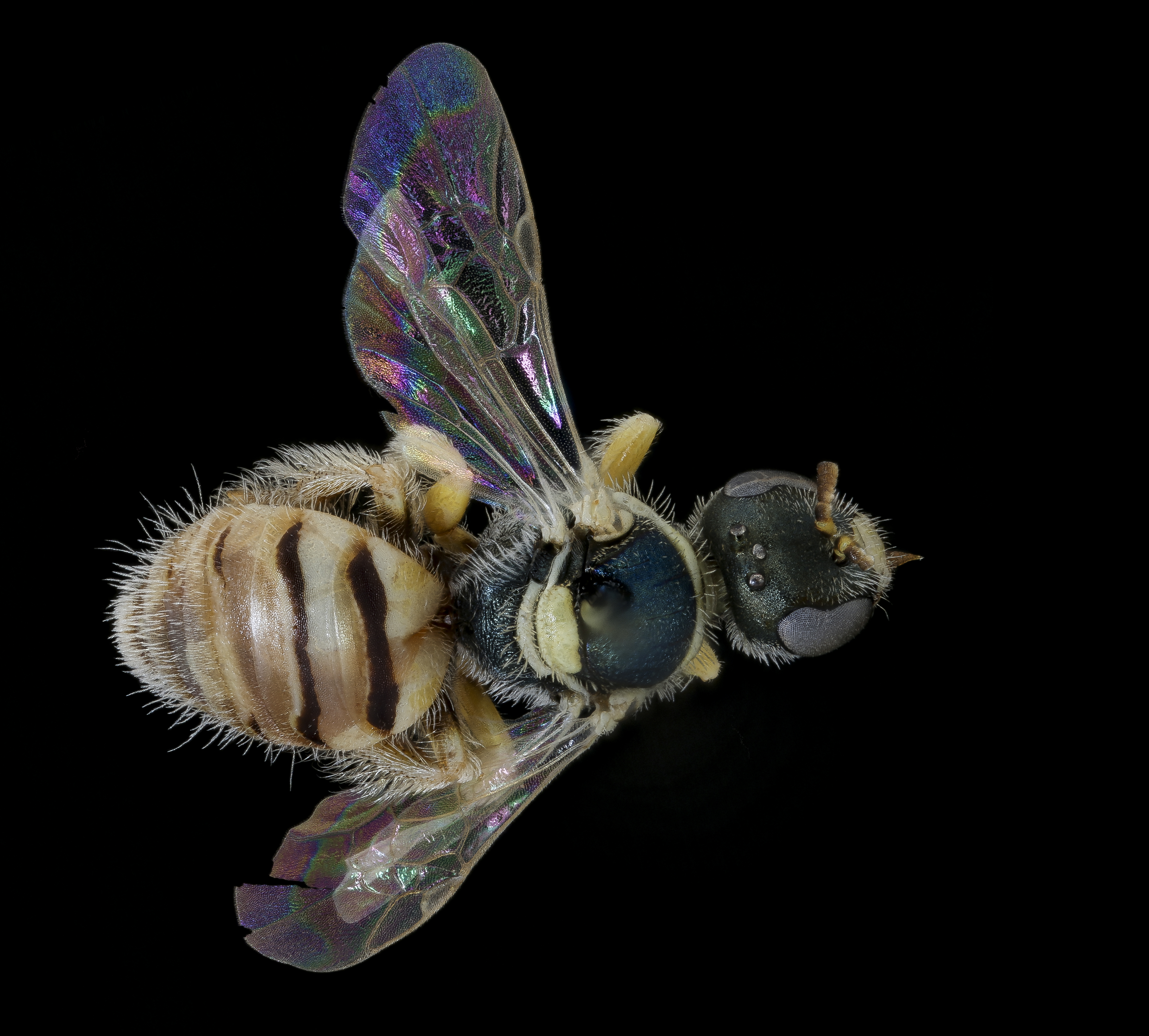
Dünen-Steppenbiene, Weibchen

Die Dünen-Steppenbiene oder Sandsteppenbiene (Nomioides minutissimus) ist ein Hautflügler aus der Familie der Halictidae. Sie kommt als westpaläarktische, mediterran-asiatische Steppenart vor allem in den Steppen- und Wüstengebieten Zentralasiens, als Wärmezeit-Relikt aber auch in Mittel- und Südeuropa vor. Ihr Bestand ist in Deutschland stark gefährdet.

## Merkmale
Sowohl männliche als auch weibliche Tiere erreichen eine Körperlänge von 3 bis 4 Millimeter. Die weiblichen Tiere weisen die für die Dünen-Steppenbiene typische metallisch-grüne Färbung an Kopf und Brust auf. Der Hinterleib ist blassgelb und schwarzbraun gebändert. Die männlichen Tiere unterscheiden sich nur durch eine schwächere Gelbfärbung des Hinterleibs. Ihre etwas schlankere Körperform ist langgestreckt und am Kopf sitzen lange Fühler.
Eine Unterscheidung zur zweiten in Mitteleuropa (Österreich) vorkommenden Steppenbienenart Ceylalictus variegatus (syn. Nomioides variegatus) ist nicht einfach. Männliche Tiere können zudem mit kleinen Exemplaren von Lasioglossum-Männchen verwechselt werden, die ihnen sehr ähnlich sind.

## Lebensweise
Wie alle Steppenbienen sind Dünen-Steppenbienen Hochsommerbienen. Das bedeutet, dass ihre Flugzeit zwischen den Monaten Juni bis August liegt. Es gibt in der Regel nur eine Generation im Jahr (einbrütig, Univoltin), es sind aber auch schon zwei Generationen pro Jahr (Bivoltin) beobachtet worden. Für die Brut werden selbstgegrabene, 15–45 cm tiefe Nester im vegetationslosen bis spärlich bewachsenen und meist sandigen Boden angelegt. Diese werden einzeln oder in kleineren bis größeren Kolonien angelegt. Die horizontal orientierten Brutzellen (bis zu 20 pro Nest) liegen einzeln am Ende von teilweise mehrfach verzweigten, 0,25–8 cm langen, waagrechten Seitengängen, die nach Verschluss der Brutzelle mit Erde gefüllt werden. Wie auch bei Halictus und Lasioglossum endet der senkrecht verlaufene Hauptgang blind. Bei den Larven kommt es zu keiner Kokonbildung. Sowohl für N. minutissimus wie auch für N. variegatus ist eine solitäre und kommunale Nistweise mit 2 bis 5 männlichen Larven pro Nest belegt.
Die Dünen-Steppenbiene ist polylektisch, das bedeutet, dass für die Pollen- und Nektaraufnahme ein Spektrum unterschiedlicher Blüten von insgesamt fünf Pflanzenfamilien besucht wird. Zu diesen Familien gehören unter anderem die Lamiaceae (hier vor allem Blüten der Gattung Thymus), die Gattung Reseda (Resedagewächse) und die Familie der Crassulaceae (bevorzugte Gattung Sedum). Zum Pollentransport werden eine Haarbürste an Hinterschiene und -ferse sowie Körbchen auf der Unterseite des Hinterschenkels benutzt.
Als Kuckucksbiene ist die Blutbienen-Art Sphecodes nomioidis bekannt, die aber noch nicht in Mitteleuropa gesichtet wurde.

## Vorkommen
Die Dünen-Steppenbiene hat ihren zentralen Lebensraum in den Steppen und Wüsten Zentralasiens und – in geringerem Maße – Südwestasiens. Im südlichen Europa kommt sie im mediterranen Raum vor. In Mitteleuropa ist sie dagegen nur selten zu finden. Als Wärmezeit-Relikt besiedelt sie hier ausschließlich klimatisch leicht erwärmbare Sandgebiete, in Deutschland speziell Binnendünen und Flugsandgebiete des Oberrheingrabens und angrenzender Gebiete. In Baden-Württemberg gibt es zwei bekannte Vorkommen, eines davon befindet sich in den Sandhausener Dünen. In Rheinland-Pfalz wurde die Dünen-Steppenbiene an zwei Stellen in der Südpfalz und in der Nordpfalz lokalisiert. 2017 wurde sie, 156 Jahre nach ihrer letzten Sichtung, im Großen Sand Mainz wiederentdeckt, wobei der Bestand derzeit (vorsichtig) auf > 50 Tiere geschätzt wird. Weitere Sichtungen gibt es aus Hessen. In Österreich gibt es Vorkommen im Burgenland, in Kärnten und in Niederösterreich.